# PTボート

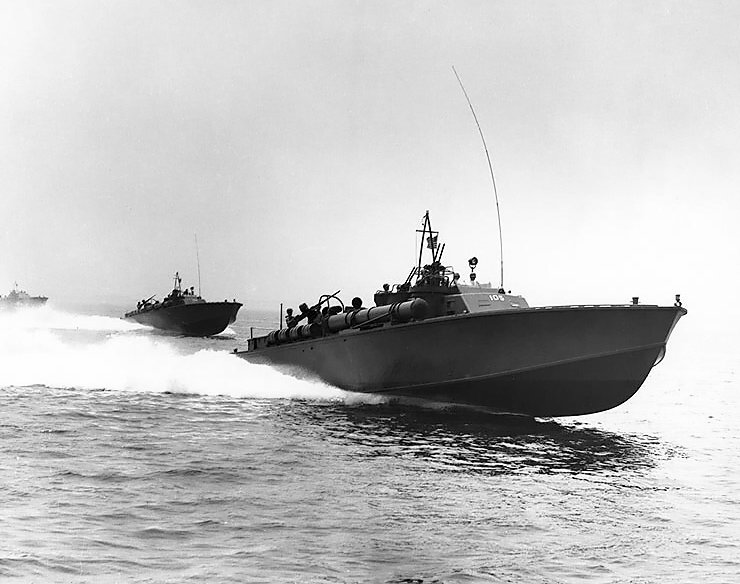
高速航行中のPT-105（エルコ80フィート型）

PTボート（英語：Patrol Torpedo boat、哨戒魚雷艇）は、主として第二次世界大戦期にアメリカ海軍によって運用された高速魚雷艇。
全長20m、排水量50t程度の木製の船体に航空機用エンジンをデチューンして搭載し、40ノット（約70km/h）以上の高速を誇る。魚雷や機銃や機関砲、さらには対戦車砲をも搭載する型もあり、排水量あたりではかなりの重武装である。
第二次世界大戦中、各型合計840隻の建造が計画され、768隻（アメリカ向け511隻、ソ連向け166隻、イギリス向け91隻）が実際に建造された。なお大戦後にも4隻が建造されている。

## PTボートの歴史
PTボートは、ありとあらゆる任務を想定して製造された。日本の輸送船団攻撃によく使われた。また自分よりはるかに大型の巡洋艦を魚雷で攻撃したり、諜報部員を敵地に送り届ける際にも使われた。アメリカ海軍の父ジョン・ポール・ジョーンズは「早い船があれば如何なる状況も切り抜けられる」と言った様に、スピードは船の命である。PTボートが小型ながら戦果を挙げられたのは、魚雷のおかげである。
魚雷を主武装とし、軽快な運動性を持つ魚雷艇は、第一次世界大戦において英伊海軍などで運用され、1918年6月10日、オーストリア＝ハンガリー帝国の戦艦「セント・イシュトヴァーン」がイタリアの魚雷艇に撃沈され大きな戦果を挙げた。この１件で小型魚雷艇の威力は証明された。しかし周囲を広大な海に囲まれているアメリカで、アメリカ海軍は外洋での作戦を重視していたため、巨大戦艦や航空母艦の開発に力を入れ、海峡や沿岸部で戦う為の魚雷艇を必要としておらず、魚雷艇の研究開発には不熱心だった。
1920年～1930年代にかけて、アメリカではスピードを競うことが最高の娯楽だった。水面を高速で駆け抜けるモーターボートのレースには、大勢の観客が詰めかけた。このモーターボートに使われた技術が後のPTボートに取り入れられる様になる。一人のイギリス人がモーターボートレースに革命を起こした。男の名は、ヒューバート・スコットペイン。時代を先取りしたボート、ミス・ブリテン3号でレースに出場した。しかし惜しくもアメリカ人のガーウッドに敗れてしまった。スコットペインやガーウッドのボートは時速180km以上の速度が出せた。PTボートを設計する際、これらの船が参考になった。その結果、時速80km以上で航行できるPTボートが出来上がったのである。
1930年代後半に入り、欧州での緊張が高まるとイギリス海軍のMTBやドイツ海軍のSボートといった各国の魚雷艇の整備が伝えられるようになった。また、1931年9月、日本が満州を占領し、極東で緊張が高まる対日関係の悪化から、フィリピン諸島を中心とする太平洋地域の防備を強化するため、高速の攻撃用魚雷艇の配備を進めるべきだと言う意見も強くなった。これらを受けアメリカ海軍は、魚雷艇に「PT」の類別コードを与え、正式にその整備に乗り出すこととした。
1939年、PTボートの試作型が8種類造られたが、どれも時代遅れなものだった。米海軍はスコットペインの船に目をつけた。スコットペインはスピードマニアだった。また、本業は飛行機の設計をしていたので、強力なエンジンや軽量な素材に精通していた。これらの航空技術を応用し、モーターボートを造ったのである。スコットペインは同年、「PV-70」という船を完成させた。アメリカはこれに興味を持った。アメリカ海軍のアーヴィン・チェイスとエルコ社の設計主任がイギリスに渡り、PV-70を視察した。実物を見て時代の先をゆくその性能にたいそう驚いた、という。アメリカは、理想の船を見つけた。アメリカ海軍にとって高性能な魚雷艇を開発する事は最優先任務となった。第二次世界大戦の開戦の2日後、スコットペインとPV-70がニューヨークに到着した。PV-70はPT-9型と名前を変え、米海軍の試乗が始まった。その際の操縦はスコットペイン自らが行い、彼の造船技術には米海軍の士官も驚いた。1940年1月、PT-9型をベースに、エルコ社がPTボートの開発を開始した。
アメリカ海軍内には小型高速戦闘艇の設計に関する蓄積がほとんどなかったため、米海軍での設計と平行して1941年7月に米海軍で採用するための公募競作が行われ、プライウッド・ダービー（ベニヤ板のダービー）と呼ばれる2度にわたるシェイクダウンクルーズを経てエルコ社の80フィート艇とヒギンズ社の78フィート艇の量産が決定された。大量の兵器を搭載するため、若干、船体が延長された。これが魚雷艇部隊の主力となる。またこれとは別にヴォスパー社の70フィート艇がイギリス・ソ連向けとして量産された。

## 構造

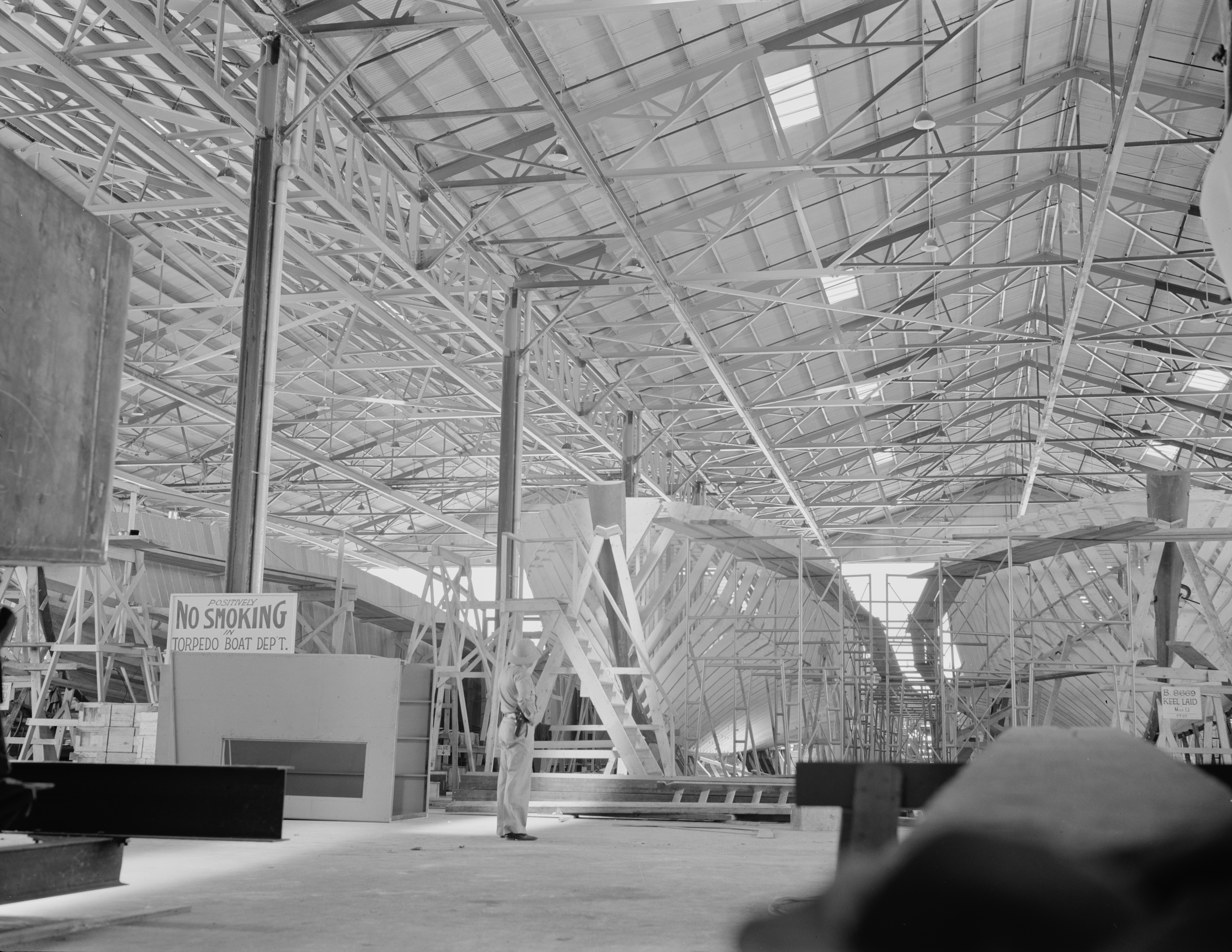
ヒギンズ78フィート型の建造の様子

アメリカ海軍による試作艇PT-8、および第二次世界大戦後に建造されたPT-809～812（これらはアルミニウム製）を除いたすべての艇が全木製である。集成材であるマホガニー材を主要部材とし、全長25m、武器満載時の排水量は50tである。
船体のマホガニー材は二重矢羽張りの間に水漏れを防ぐために耐水性の接着剤を浸した航空機用キャラコを挟み、50万個近いネジを使って覆う構造であった。これにより十分な強度を得た。

## 機関
第二次大戦中のアメリカ海軍向け量産艇は、すべて航空機用エンジンとして開発されたパッカードの1A-2500を舶用に改良した4M-2500を3基搭載し、各基1軸を駆動する3軸推進だった。
前期艇のエンジン出力は1基当たり1,350馬力、後期艇のエンジンは各部が改良されたため、1基当たり1,500馬力となった。なお量産性を考慮し、プロペラは3軸とも同じものを使用していたが、軸の回転数が高いためトルクが低く、偏向は小さかったという。発火・爆発の危険性の高いガソリンエンジンを搭載するため、危険防止のための配慮が払われており、エンジン始動ボタンを押すと3分間機関室の換気装置が作動し、この換気が終了するまでエンジンを始動させることができないようになっていた。燃料は航空機用のものが使われた。10,000ℓ以上の燃料を搭載したが、全速航行では１時間で1900ℓを消費した。
なお、PT-8は2,000馬力のアリソン製エンジン2基と550馬力のホール･スコット社製エンジン1基を、PT-809～812は4基の4M-2500を搭載していた。イギリス向けのヴォスパー70フィート艇は900馬力のホール･スコット社製エンジン3基を搭載した。

## 兵装

### 水雷兵装

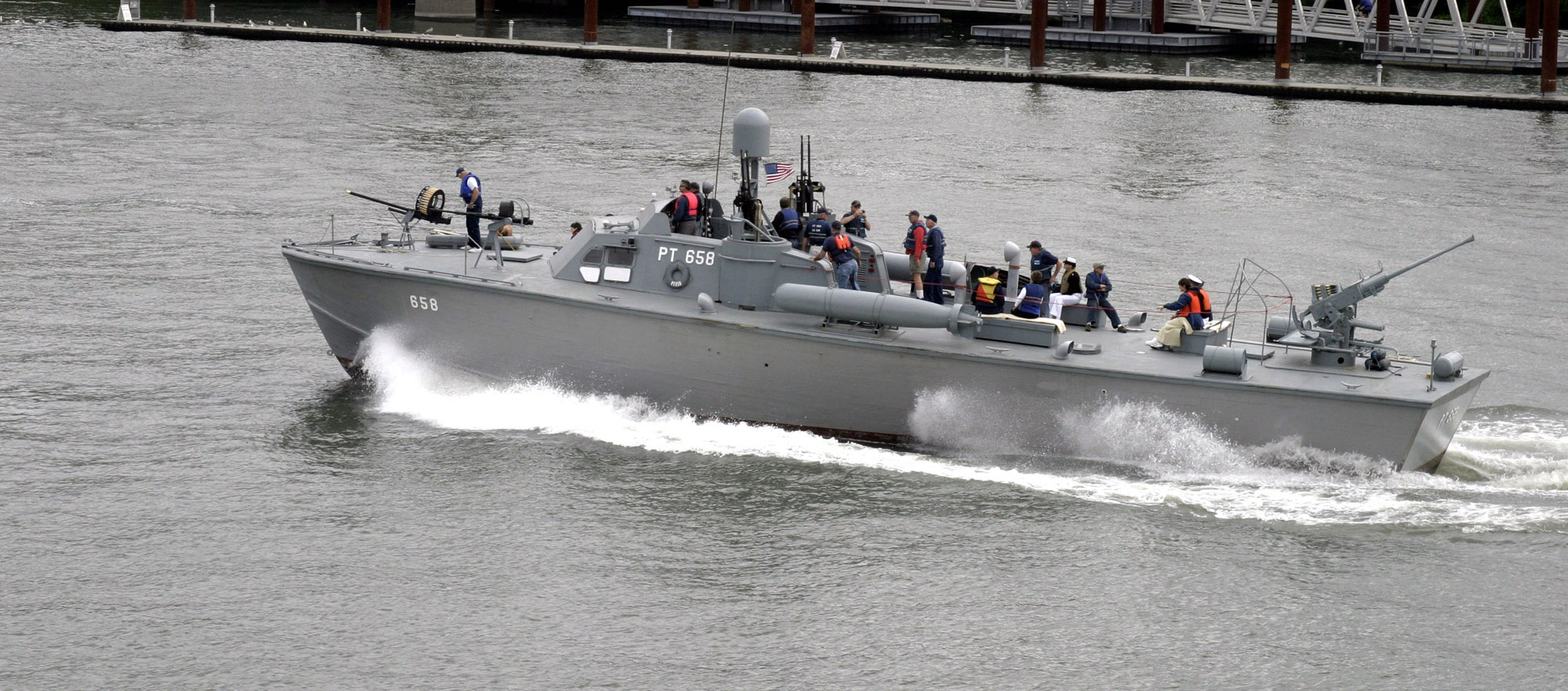
復元されたPT-658。艇首の37mm機銃、中央部の魚雷及び魚雷落射機、艇尾の40mm機銃など、PTボートの典型的な武装が見て取れる

魚雷艇の主兵装はその名の通り魚雷である。初期のPTボートは、Mk8魚雷を発射する単装魚雷発射管を4基装備していた。しかし、魚雷発射管の不調で発射が上手くいかない事例が多発したこと、また発射時に潤滑油が発火し、夜戦での隠密性を損なうことなどが嫌われ、1943年中頃から航空用のMk13魚雷と魚雷落射機の組み合わせを4基装備するようになった。戦局の進展により、PTボートの主敵が大型艦船から舟艇に移り変わると、砲熕兵装を強化し、その代償として魚雷発射管／落射機を2基に半減した艇も多かった。
また、PTボートは爆雷を搭載可能であった。これは当然対潜任務を想定して装備されたものだったが、ソナーを装備しないPTボートでは対潜任務での有効な運用は難しかった。しかし、水上戦闘時に敵艦艇に追尾された際、逃走航路上に爆雷を投下して追跡を妨害するのには役に立ったという。大戦後期には一部の艇が前投式の対潜兵器であるマウストラップを装備した。

### 砲熕兵装
初期型のPTボートの標準的な砲熕兵装は12.7mm連装機銃2基と、ルイス軽機関銃(.30-06)及びその他小火器若干であったが、様々な敵に対処するため、PT25以降は艇の大型化に伴い兵装が強化され、前記に加え、艇尾に対空用としてエリコン20mm機関砲を装備するのが標準的となった。前記の様に、戦局の進展によりPTボートの主敵が大型艦船から小型舟艇に移ると、PTボートは魚雷よりも砲熕兵装を重視するようになった。まず、12.7mm機銃や20mm機銃の増備が行われたが、これらの機銃は装甲を持つ舟艇には威力不足だった。この頃、日本軍の大発との戦闘が多発していたニューギニア方面のPTボート部隊では、自隊のPTボートに部隊独自の改装を行い、兵装を強化していた。当初、陸軍の37mm砲が搭載されたが、この砲は威力は高かったものの、砲弾を一発一発装填する単発式の砲だったため発射速度が遅く、彼我の動きの早い小型艇同士の海上戦闘に適していなかった。やがて、撃破されたP-39戦闘機から37mm機関砲を取り外して装備する艇が現れた。この砲は1分間に120発の発射速度と敵舟艇の装甲に対する十分な威力を持っており、PTボート部隊に好評を持って迎えられた。37mm機関砲は1943年半ばにはPTボートの制式装備として採用され、新造時から装備されることとなった。同時期にはボフォース 40mm機関砲を搭載する試験も進められ、こちらも実戦部隊に好評を持って迎えられたため、やがて後部の20mm砲に代わって同砲が搭載されるようになった。
PTボートにはこのほか迫撃砲やロケット弾を搭載するものがあった。迫撃砲はジャングルでの陸上戦闘支援の際、植物の密生する茂み越しではなく、梢から弾着させることが出来、効果的だったという。また、対水上戦闘では照明弾の打ち上げに使用された。ロケット弾は当初4.5インチロケット弾の12連装発射架2基が搭載されていたが、これは後に5インチロケット弾の8連装発射架2基に換装された。
なお、PTボートの対空火力強化を目的にエルコ社が「サンダーボルト」という名の動力砲架を開発している。これは電動の砲架に20mmエリコン機関砲を4門水平装備し、さらにその両脇に12.7mm機銃を1門ずつ並べたもので、照準はMk14による。サンダーボルトは発射速度は高かったものの、水上・陸上目標に対して用いるには弾丸1発1発の威力が高くなかったため、広く採用されるにはいたらなかった。また、火力の強化を目的に75mm砲の試験搭載や、バズーカを6基装備した人力発射架も試作も行われたが、どちらも実戦に投入されることはなかった。

### その他
特筆すべきその他の兵装として、レーダーと煙幕発生器が挙げられる。レーダーは特に夜間や悪天候時におけるPTボートの索敵能力の向上に大いに寄与した。
地中海でのドイツ舟艇との夜戦やスリガオ海峡海戦がその典型的な例である。当初は航空機レーダーを搭載していたが、やがてSOレーダーが装備されるようになった。煙幕発生器は戦闘海域からの離脱や、損傷艇の援護に活用された。煙幕発生器は四塩化チタンを充填されたボンベで、必要に応じて海上投棄が可能であった。

## 実戦運用

### 日本軍との戦い
太平洋戦争開戦時、太平洋戦域には3隊の魚雷艇隊があった。ハワイ州真珠湾配備の第1魚雷艇隊、パナマ運河地帯配備の第2魚雷艇隊、そしてフィリピン配備の第3魚雷艇隊である。このうちハワイ州真珠湾配備の第1魚雷艇隊は、日本軍の真珠湾攻撃において、奇襲攻撃の混乱の中で、2名の隊員が日本軍機を機銃で撃墜した。大戦初の戦果である。しかし、爆撃で基地はやられ、補給は絶望的だった。「どうやって生き延びるか」という事だけ考えていた。1941年12月、アメリカ海軍には29隻のPTボートがあった。「ベニヤ板の驚異」「レジャーヨット部隊」と言われ馬鹿にされていた。海軍のほとんどは、あんな小型艇を「軍艦」と認めたくなかったのであろう。また、第二次大戦の前、海軍上層部はPTボートの扱いに困っていた。補給任務にでも使えばいい、と考えたくらいである。しかし第3魚雷艇隊はフィリピンの戦いにおいて防衛戦闘に従事し、直接的な戦果はあげ得なかったものの、島嶼地域での戦闘における有効性を示した。またフィリピン防衛の指揮官であったダグラス・マッカーサーがフィリピンから脱出する際同隊のPTボートを使用したことが、PTボートの活用をマッカーサーに印象づけたとも言われる。
日本軍がソロモン諸島・ニューギニア・レイテ島などの各方面で、連合国軍の航空優勢下において行った、蟻輸送と呼ばれる大発動艇などの舟艇を利用した物資輸送にとって、PTボートは天敵とも言える存在であり、その阻止に非常に有効であった。日本軍も武装した大発動艇や装甲艇などで対抗を図ったが、機動性の違いから有効な対策とは成り得なかった。また同じ魚雷艇で対抗するには日本軍の魚雷艇は性能、数量とも十分ではなかった。このほか、PTボートは陸戦の支援や救難など様々な任務に投入された。スリガオ海峡海戦では、西村艦隊に第一撃をかけ、こちらも直接的戦果は小さかったが、斥候として果たした役割は大きかった。日本軍からは「夜の悪魔」として恐れられた。

### 欧州での戦い
PTボートの欧州での主な戦場は地中海であった。地中海におけるPTボートの重要な任務は、北アフリカ戦線、ついでイタリア戦線において海上から補給活動を行う、枢軸国船舶の阻止にあった。特に、ドイツ軍が運用した重武装の運貨艇であるFライターとの間ではたびたび激しい戦闘が繰り広げられた。
地中海以外では、PTボートはノルマンディー上陸作戦において掃海艇の援護や要人輸送に当たったほか、OSSの工作員のドイツ占領地への侵入させる作戦などにも従事した。

## ケネディ大統領とPTボート
魚雷艇の運用は正規の海軍将兵ではなく、一般の大学で予備役将校訓練課程を修めた予備役将校と応召兵によって行われていた。

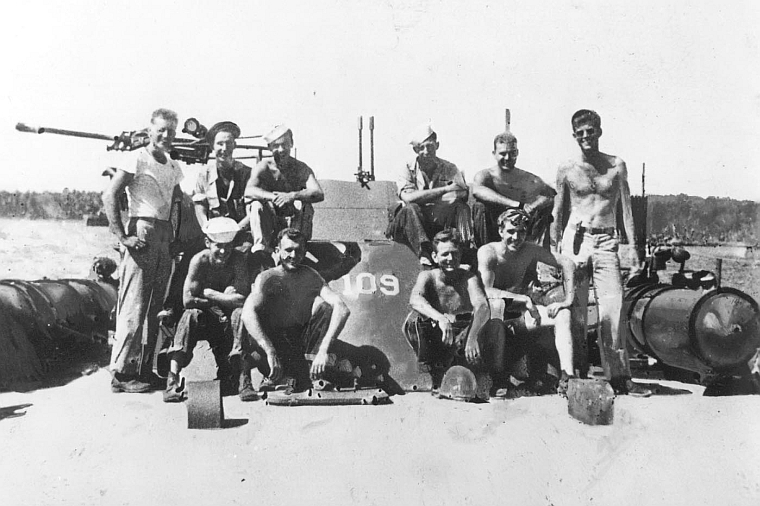
指揮艇PT-109の船上で乗員とともに写真に写るジョン・F・ケネディ（右端）

その中には、後のアメリカ合衆国大統領ジョン・F・ケネディもいた。ケネディはPT-109の艇長としてソロモン諸島方面で哨戒についていたが、1943年8月2日、ニュージョージア島西方のブラケット海峡でコロンバンガラ島への輸送任務に就いていた日本海軍の駆逐艦天霧に衝突されPT-109は炎上・沈没してしまった。ケネディとその乗組員は近くの小島に漂着し、数日後に救助された。

## 要目
PTボートの代表的な形式であるエルコ社製80フィート型の要目
- 満載排水量：51トン
- 全長：24.40m
- 全幅：6.30m
- 吃水：1.60m
- 兵装：20mm単装機銃1基、12,7mm連装機銃2基、53.3cm単装魚雷発射管4基、爆雷投下台8基（基本計画のもの。後に強化される。また現地改造による差異があるものも多い）
- 主機：パッカード4-M2500ガソリンエンジン3基、3軸、3,600馬力（4,500馬力の艇も）
- 最大速力：41ノット（一部43ノット）
- 航続距離：240カイリ強／最大速力時
- 乗員数：11-17名（うち士官2-3名）
- 同型艦：326隻

## 登場作品

### 映画
『コレヒドール戦記』
フィリピンの戦いにおける第3魚雷艇隊を描いた劇映画。
『魚雷艇109』
ケネディ大統領が過去に乗っていた軍艦を描いた劇映画で、暗殺5ヶ月前に公開。

### 漫画・アニメ
『ブラック・ラグーン』
主人公達が所属する「ラグーン商会」が所有している。装甲化され、ウォータージェット推進に改造されている。

### ゲーム
『バトルフィールド1942』
アメリカ海兵隊の魚雷艇としてエルコ80フィート型が登場する。
『War Thunder』
米海軍の小型艦艇としてヒギンズ78フィート型、エルコ80フィート型が登場する。

### 切手
アメリカ
独立200周年記念20セント切手、1976年発行、4枚組シートのうちの1枚、天霧に衝突されるPT-109とケネディの肖像が描かれている。
第二次世界大戦50周年記念の一環としての1943年編29セント切手、1993年発行、10枚組シートのうちの1枚、海上を航行するPTボートが描かれている。
 アンティグア・バーブーダ
ケネディ暗殺25周年4ドル切手および2セント切手、1988年発行、4ドル切手・2セント切手ともにPT-109船上で勤務中のケネディが描かれている。
 ガイアナ
PT-109沈没50周年50ドル切手、1993年発行、10枚組シートのうちの1枚、海上を航行するPT-109が描かれている。
 ギニア
世界の船舶切手2012年版40000フラン切手、2012年発行、日本軍機と交戦するPTボートが描かれている。
 ギリシャ
1ドラクマ切手、1978年発行、海上を航行するPTボート2隻が描かれている。
 シエラレオネ
250レオン切手、1995年発行、海上を航行するPT-109が描かれている。
 ソロモン諸島
PT-109撃沈50周年記念5ドル切手、1993年発行、5枚組シートのうちの1枚、海上を航行するPT-109が描かれている。
第二次世界大戦終結60周年記念5ドル切手、2005年発行、PT-109とケネディのバストアップ肖像が描かれている。
 ツバル
1.30ドル切手、2006年発行、4枚組シートのうちの1枚、構図はアンティグア・バーブーダの切手と同じでグリーンスケール化したもの。
 アラブ首長国連邦フジャイラ首長国
10フィルス切手、1965年発行、構図はアンティグア・バーブーダの切手と同じでグレースケール化したもの。
 マーシャル諸島
レイテ沖海戦50周年記念52セント切手、1994年発行、扶桑型戦艦に向かって突撃するPTボートが描かれている。